# Madjid Mohit
Madjid Mohit (* Dezember 1961 in Teheran, Iran) ist ein iranisch-deutscher Autor, Übersetzer und Verleger. Er kam Anfang der 1990er Jahre als politischer Flüchtling aus der Islamischen Republik Iran nach Deutschland und lebt und arbeitet in Bremen.

## Leben

### In Iran (1961–1990)
Madjid Mohit stammt aus einer iranischen Verlegerfamilie, die in der Hauptstadt Teheran ansässig war. Sein Großvater brachte nach jahrzehntelangen Vorbereitungen das erste persisch-deutsche Wörterbuch auf den Weg, das 1958 im Verlag von Madjids Mohits Vater erschien. Die Mohit Publications in Teheran war führend im Bereich der Lexika und Schulbücher, verlegte aber auch Übersetzungen westlicher Literatur, anfangs meist von französischen Autoren und später Werke wie George Orwells Animal farm. Mohit trat nach seinem Abitur in dritter Generation in den väterlichen Verlag ein, wobei die Verlagsarbeit alsbald zunehmend durch die Zensur und Repressionen der Islamischen Republik Iran seit der Revolution von 1979 gegenüber iranischen Schriftstellern und Privatverlagen erschwert und gefährdet wurde. Bücher konnten nur noch herausgebracht werden, soweit dies von den Mullahs der iranischen Zensurbehörde gestattet wurde und sofern eine ausreichende Papierzuteilung erfolgte. So erlebte Mohit bereits als 19-Jähriger, wie mehrere tausend Exemplare von Gabriel Garcia Márquez Hundert Jahre Einsamkeit vernichtet werden mussten. Fortan gab der Verlag seinen Autoren Decknamen.
Am Ersten Golfkrieg nahm Mohit zeitweise als Sanitätssoldat teil und kehrte dann in den eigenen Familienverlag zurück. Nach der „Fatwa“ von Anfang 1989, der Todesdrohung von Revolutionsführer Ajatollah Chomeini gegen den indisch-britischen Autor Salman Rushdie, verschärfte sich die Situation und die Verlagsarbeit kam endgültig zum Erliegen. Als die Verhöre sich häuften, entschloss sich Mohit zur Flucht aus seinem Heimatland ins Exil.

### In Deutschland (seit 1990)
Mohit gelangte 1990 mit gefälschten Papieren über Zypern und Ägypten nach Deutschland, wo der Bundesgrenzschutz ihn auf dem Frankfurter Flughafen an der Weiterreise hinderte. Eigentlich wollte er nach Kanada, da ihm Englisch und Französisch vertraut waren und er damals kein Deutsch sprach. Es folgten drei Jahre des Wartens im Asylbewerberheim, bis sein Asylantrag genehmigt wurde. In der Zwischenzeit lernte Mohit die deutsche Sprache und machte später Praktika in Druckereien.
Nachdem er unter anderem zwei Jahre im niedersächsischen Vechta gelebt hatte, kam Mohit 1996 nach Bremen, wo er für ein Jahr Arbeit als Kulturreferent des – mittlerweile aufgelösten – Bremer Dachverbands der Ausländerkulturvereine e. V. (DAB) fand. Zudem brachte Mohit eine deutsch-persische Zeitschrift heraus und
gründete im Jahr 1996 den Sujet Verlag. Ziel der Verlagsgründung war es vor allem, Literatur iranischer Autoren, die in ihrem Land nicht publizieren durften, zu veröffentlichen. Im Keller des damaligen DAB-Vereinsdomizils in Bremen-Gröpelingen stand eine alte Druckmaschine, die er mieten und anfangs nutzen konnte. So übernahm er verschiedene Druckaufträge, wie zum Beispiel für Flyer, Poster, Speisekarten und ein Stadtteilblatt, um den Verlag zu halten und auszubauen. Nach Umzug des Kleinverlags ins Bremer „Viertel“ schaffte Mohit sich eine Heidelberger Offset-Druckmaschine an, während am heutigen Verlagssitz in der Bremer Bahnhofsvorstadt im modernen digitalen Druckverfahren gearbeitet wird.
Inzwischen verlegt Mohit in seinem Sujet Verlag sowohl Werke von politisch verfolgten Literaturschaffenden, die meist in Deutschland im Exil leben, als auch persische Literatur auf Deutsch und deutsche Literatur auf Persisch. Weitere Publikationsschwerpunkte neben diesen Prosawerken sind Lyrik, Kinderbücher und Sachbücher.
Mohit schuf den Begriff der „Luftwurzelliteratur“, die er als grenzüberschreitende Literatur definiert und bei der in Abgrenzung zur Exilliteratur „der bereichernde Aspekt des Exils im Vordergrund [stehe]“. Sie wirke ortsunabhängig und werde geschrieben „von Autoren, die mit zwei oder mehr Sprachen und Kulturen leben und unterwegs sind“.
Am 11. November 2015 wurde Madjid Mohit mit dem Hermann-Kesten-Preis ausgezeichnet, einer von der Schriftstellervereinigung PEN gestifteten Auszeichnung für besondere Verdienste um verfolgte Autoren.
2018 wurde Mohit als Bremer „Diversity Persönlichkeit 2018“ geehrt. Die Begründung der Jury lautete unter anderem, dass „er seit über 20 Jahren vor allem politisch verfolgten Autorinnen und Autoren aus Iran, aus afrikanischen und arabischen Ländern, in denen Menschenrechte kaum geachtet werden, eine Stimme gibt, sie übersetzt und veröffentlicht, aber auch mehrsprachige Autor*innen fördert“.
Neben seiner Verlegertätigkeit schreibt Mohit Gedichte und Texte. Zudem betätigt er sich als Musiker und vertont Gedichte, die er aus dem Deutschen ins Persische übertragen hat und aus dem Persischen ins Deutsche. Gelegentlich übernimmt er bei Lesungen die musikalische Begleitung mit Gesang und Gitarre.
Mohit lebt in Bremen.

## Auszeichnungen
- 2015: Preisträger des Hermann-Kesten-Preises[2][5][9]
- 2018: Preisträger des Bremer Diversity-Preises[10]

## Veröffentlichungen
Als Autor
- Madjid Mohit: Weser. In: Natalia Sadovnik (Hrsg.): Bremen verdichtet. 1. Auflage. Sujet Verlag, Bremen 2013, ISBN 978-3-944201-20-7 (Lyrik-Anthologie; mit Bildern von Phil Porter).
- Madjid Mohit: Madjid Mohit – Gedichte. In: Gerrit Wustmann (Hrsg.): Hier ist Iran! Persische Lyrik im deutschsprachigen Raum. Aktualisierte und erweiterte Neu- Auflage. Sujet Verlag, Bremen 2017, ISBN 978-3-96202-000-2, S. 137–140 (Lyrik-Anthologie).
- Madjid Mohit: Der, dem man vertrauen kann · Wolken, Wind und Meer · Im Schweiße meines Angesichts · Morgendämmerung. In: Angelika Sinn (Hrsg.): So nimmt man das Leben mit. 1. Auflage. Sujet Verlag, Bremen 2019, ISBN 978-3-96202-050-7, S. 19–20, 52, 70–71 u. 100. (Anthologie).

Übersetzungen
- Seyed Ali Salehi: Geboren in ein verworrenes Lied. Gedichte. Aus dem Persischen übersetzt von Madjid Mohit. Cartoons: Lothar Bührmann. (= Edition moderne iranische Lyrik). 1. Auflage. Sujet Verlag, Bremen 2013, ISBN 978-3-944201-00-9.
- Inge Buck: Unter dem Schnee. Gedichte. Collagen: Monica Schefold. Übertragung ins Persische: Madjid Mohit. 2. Auflage. Sujet Verlag, Bremen 2017, ISBN 978-3-944201-44-3 (deutsch, persisch).

## Hörfunk
- Florian Bänsch: Madjid Mohit. In: Sendereihe: 2 nach 1, Beitragsreihe: Literaturarchiv; Interview im Nordwestradio vom 19. Mai 2015 (mit Streaming Audio, 33:21 Minuten).